# 메탈슬러그 3
메탈슬러그 3(Metal Slug 3)는 SNK에서 제작한 횡스크롤 액션 아케이드 게임으로, 2000년 3월 23일에 발매되었다.

## 기타
등급 선정은 12세 이용가이다. 사유는 그래픽 표현이 장난스럽고 만화스럽지만 신체훼손의 표현이 빈번하고, 좀비 변신 후 피를 뿜거나 사지가 잘려 죽는 부분 등이 있어 내용정보표시에 폭력성이 들어갔다.

## 평가
| 평론 점수 평론사 점수 iOS PS2 엑스박스 엑스박스 360 유로게이머 7/10 [ 2 ] 9/10 [ 3 ] 게임 레볼루션 C+ [ 4 ] 게임즈마스터 86/100 [ 5 ] 게임스팟 7.5/10 [ 6 ] 7.5/10 [ 7 ] 게임스파이 4/5 [ 8 ] IGN 6.8/10 [ 9 ] 7.4/10 [ 10 ] OPM (UK) 7/10 [ 5 ] OXM (UK) 6.7/10 [ 11 ] 8.5/10 [ 12 ] OXM (US) 8/10 [ 11 ] 8/10 [ 12 ] 플레이 86/100 [ 5 ] PSM3 79/100 [ 5 ] 통합 점수 게임랭킹스 74% [ 13 ] 76.78% [ 14 ] 75.71% [ 15 ] 78.46% [ 16 ] 메타크리틱 76/100 [ 17 ] 76/100 [ 18 ] 78/100 [ 19 ] |        |        |          |              |
| 평론 점수 |        |        |          |              |
| 평론사 | 점수   | 점수   | 점수     | 점수         |
| 평론사 | iOS    | PS2    | 엑스박스 | 엑스박스 360 |
| 유로게이머 |        |        | 7/10     | 9/10         |
| 게임 레볼루션 |        |        | C+       |              |
| 게임즈마스터 |        | 86/100 |          |              |
| 게임스팟 |        |        | 7.5/10   | 7.5/10       |
| 게임스파이 |        |        | 4/5      |              |
| IGN |        |        | 6.8/10   | 7.4/10       |
| OPM (UK) |        | 7/10   |          |              |
| OXM (UK) |        |        | 6.7/10   | 8.5/10       |
| OXM (US) |        |        | 8/10     | 8/10         |
| 플레이 |        | 86/100 |          |              |
| PSM3 |        | 79/100 |          |              |
| 통합 점수 |        |        |          |              |
| 게임랭킹스 | 74%    | 76.78% | 75.71%   | 78.46%       |
| 메타크리틱 | 76/100 |        | 76/100   | 78/100       |

## 같이 보기
- 메탈슬러그 (비디오 게임)
- 메탈슬러그 2
- 메탈슬러그 4
- 메탈슬러그 5
- 메탈슬러그 6
- 메탈슬러그 7